# Ворота Сан-Паоло
Ворота Сан Паоло (итал. Porta San Paolo) — ворота в Риме, являвшиеся частью Аврелиановой стены.
Ворота в античности назывались Porta Ostiensis, так как от ворот начиналась Via Ostiensis, некогда дорога в порт Остию. Позднее ворота были переименованы Porta San Paolo, так как через них можно было попасть к базилике Сан-Паоло-фуори-ле-Мура. Ворота имеют две цилиндрические башни и два выхода. Прямо перед ними стоит пирамида Цестия.
В 546 году из-за предательства гарнизона через эти ворота в город вошёл Тотила, осаждавший Рим. 
10 сентября 1943 года у этих ворот итальянские войска и ополчение попытались препятствовать захвату города немцами, что повлекло за собой 570 смертей.